# Френсіс Годжсон Бернетт
Френсіс Еліза Годжсон Бернетт (англ. Frances Eliza Hodgson Burnett, 24 листопада 1849, Манчестер, Англія — 29 жовтня 1924, Нью-Йорк, США) — англо-американська письменниця та драматург. Класик англійської дитячої літератури.

## Біографія
Френсіс Еліза Годжсон народилася 24 листопада 1849 року в Манчестері, Англія. Вона була третьою дитиною у сім'ї Елізи Бунд та Едвіна Годґсона, власника мануфактурної крамниці. Френсіс не виповнилося і чотирьох років, коли батько помер. Це завдало удару по добробуту сім'ї. До цього додалася економічна криза, яка на той час опанувала Манчестер. Мати якийсь час іще намагалася провадити крамницю сама, проте згодом прийняла запрошення свого брата, який мешкав у містечку Ноксвіл (штат Теннессі, США) і 1865 року разом з дітьми виїхала до Америки.

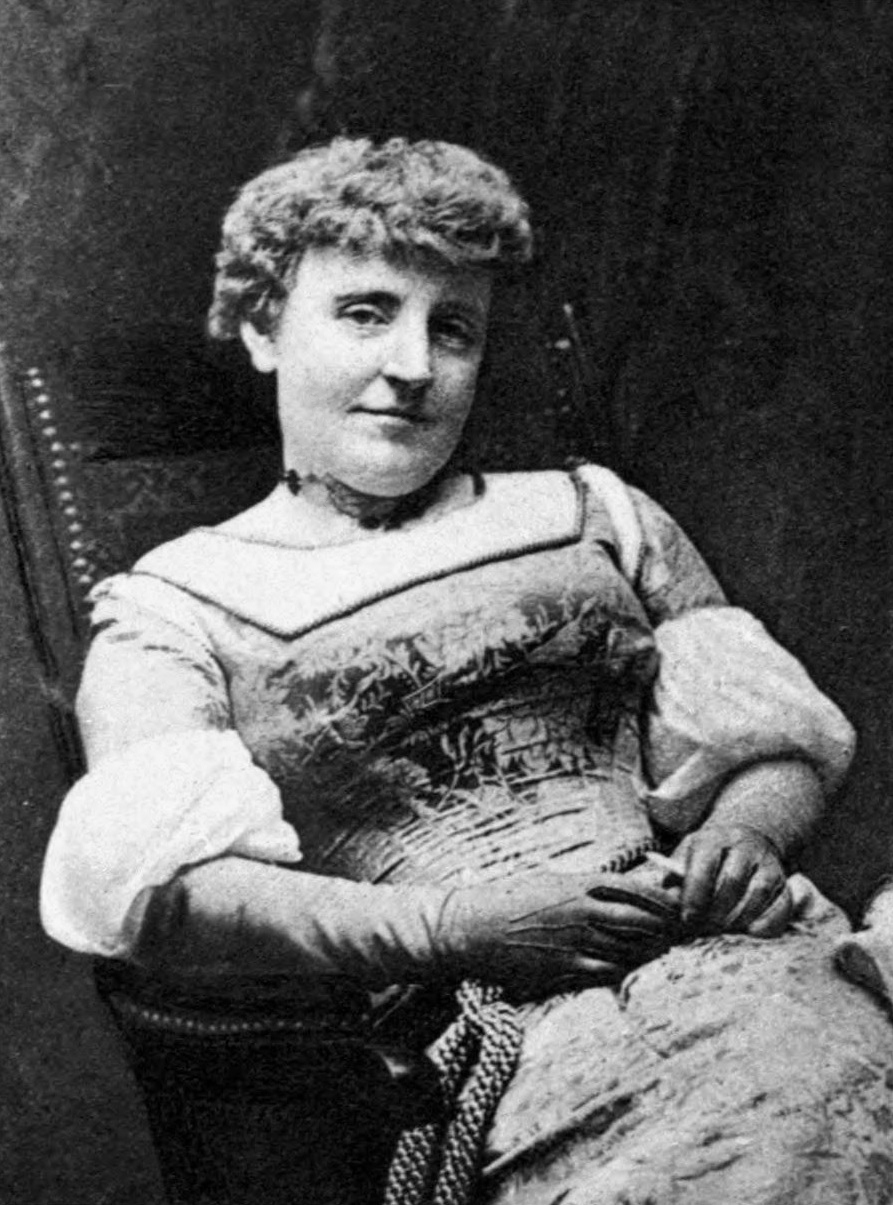
Френсіс Годжсон Бернетт, 1900.

З дитинства Френсіс володіла здатністю розповідати різноманітні історії. Згодом вона стала їх записувати. Від 1868 року оповідання Френсіс Годґсон стали з'являтися друком у жіночих журналах. Молода письменниця відразу здобула читацькі симпатії. По смерті матері Френсіс фактично перебрала на себе утримання сім'ї: її гонорари стали основним джерелом існування для п'ятьох її братів і сестер.
У вересні 1873 року Френсіс виходить заміж за Свена Бернетта. У них народилося двоє синів — Лайонел і Вівіан. Синів із матір'ю поєднувало цілковите розуміння. Тому страшним ударом для Френсіс стала несподівана смерть старшого, Лайонела, від гострої форми туберкульозу, коли йому було п'ятнадцять років.
У 1886 році з'явилася друком її роман для дітей «Маленький лорд Фонтлерой». Книга принесла нову популярність письменниці. Далі на підставі повісті було написано п'єсу, яку й поставили у театрі. Вистава тішилася величезним успіхом. Це й поклало початок новому напрямку творчости Френсіс Бернет.
З середини 1890-х Френсіс Еліза жила здебільшого в Англії, у 1905 році вона отримала американське громадянство та 1909 року переїхала до Сполучених Штатів назавжди.
Френсіс Еліза Годжсон Бернетт померла 29 жовтня 1924 року у Нью-Йорку. Письменниця була похована на кладовищі Рослін поруч з могилою її сина Вівіана. Коло могили стоїть пам'ятник її сину Лайонелу у натуральну величину.

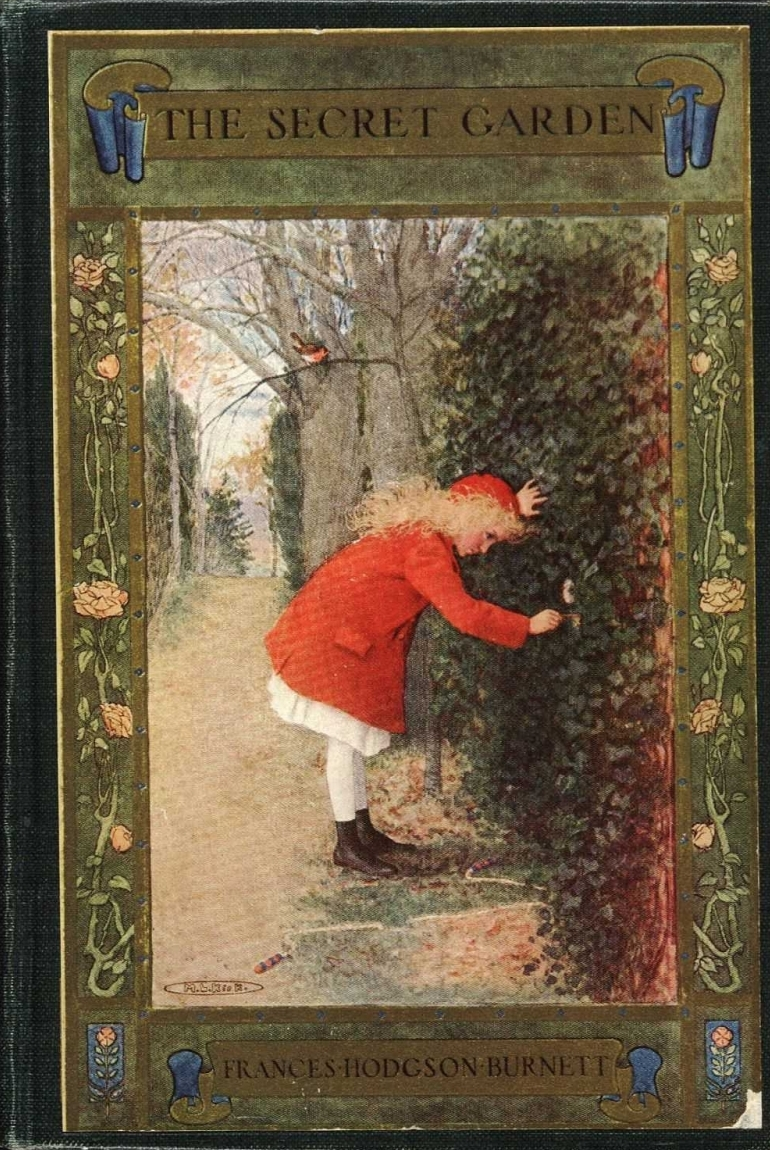
Обкладинка роману «Таємний сад». Видання 1911 року.

## Вибрані твори
- «Луїзіана»/ Louisiana (1880)
- «Маленький лорд Фонтлерой»/ Little Lord Fauntleroy (1886)
- «Сара Кру або що відбулося з міс Мінчін»/ Sara Crewe: or, What Happened at Miss Minchin's (1888), згодом переписаний як «Маленька принцеса»/ A Little Princess (1904)
- «Пані з високого роду»/ A Lady of Qality (1896)
- «Його Ласкавість Осмонд»/ His Grace of Osmonde (1897)
- «В замкненій кімнаті»/ In the Closed Room (1904)
- «Земля блакитної квітки»/ The Land of the Blue Flower (1904)
- «Таємний сад»/ The Secret Garden (1911)
- «Загублений принц»/ The Lost Prince (1915)

## Переклади
- У 1908 році у Львові «Руске Товариство Педагогічне» видало книгу «Сара Кру» (прізвище перекладача не вказано).[3]
- 1923 року у Львові накладом Михайла Таранька вийшла книга «Малий льорд. Повість для молодіжи», переклад Варвари Літинської.
- у 1924 році опублікуван.о роман «Маленький лорд Фаунтлерой» в перекладі Надії Суровцової, видавництво «Чайка» (Київ-Відень-Львів).[4]
- У 1958 року побачила світ книга «Малий Лорд» в перекладі Варвари Літинської за редакцією Наталії Когуської (у Вінніпеґу).
- У 2008 та 2009 рр. видано дві книги Френсіс Годґсон Бернет — романи «Таємний Сад» та «Маленький лорд Фонтлерой» (перекладач Наталка Римська, видавництво «Свічадо»).
- У 2013 році мрій" видано книгу «Маленька принцеса» (переклад Віти Левицької, видавництво "Країна).
- У 2018 році видано книгу «Таємний сад» двома мовами — українською та російською мовами (переклад Миколи Байдюка, видавництво Nebo Booklab Publishing).
- У 2019 році видано українською мовою книгу «В очікуванні Різдва. Історії для затишних вечорів» (переклад Остапа Гладкого та Олі Шляхетко, видавництво «Свічадо»).